# Acanthodelta melicertella
Acanthodelta melicertella är en fjärilsart som beskrevs av Embrik Strand 1914. Acanthodelta melicertella ingår i släktet Acanthodelta och familjen nattflyn. Inga underarter finns listade i Catalogue of Life.